# Кізельштайнський замок

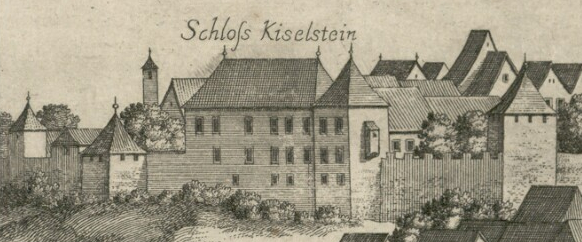
Кізельштайнський замок у 1679 році, гравюра Вальвазора.

Кізельштайнський замок або Замок Кізельштайн або Град Кізельштайн, також відомий як Хісльштайн, (словен. Grad Kieselstein / Khislstein) — замок XIII сторіччя в місті Крань, Верхня Крайна, Словенія. Назва походить від нім. Kieselstein ('гравій' або 'кременисті породи').
Замок стоїть на тому місці, що колись було захисним пунктом міської пристані й перетинало річку Саву, і який відносять приблизно до XI століття. Нинішня споруда була побудована в 1256 році графами Ортенбургами, за домовленістю з володарем Крані, герцогом Ульріком III Спанхаймом. До 1420 р. вежа управлялась їх Міністеріалами або васалами, лицарями фон Хрейнберчами; у тому році він перейшов до графа Германа II з Целє. Під час османських воєн в Європі вежа була включена в міські стіни. Після зникнення графів Цельських у 1456 р. замок був успадкований Габсбургами, які продали його в середині XVI століття барону Янжу Хісслю. Хіссль успішно звернувся до імператора  Фердінанда I з проханням перейменувати замок згідно зі своїм ім'ям, а також розширити вежу в L-подібний замок, надавши йому його сучасний вигляд.
Хісслі незабаром продали замок Францу благородному Москону; пізніші власники включали Равбарів, Апфалтеррів, Ауерспергів і, нарешті, дворянські родини Наталіс Пагляруцці. У 1913 році замок був придбаний державою. Між світовими війнами розташовувалися державні установи; після Другої світової війни він був (дещо надмірно) націоналізован. У 1952 році будівлю було реконструйовано за планами, розробленими архітектором Йоже Плечником.
Сьогодні в реконструйованій будівлі розміщено Муніципальне управління охорони природи і культурної спадщини Крані, а також Музей Верхньої Крайни.